# Ján Cibuľa
Ján Cibuľa (7. ledna 1932 Klenovec – 18. srpna 2013 Bern) byl romský lékař slovenského původu, aktivista za práva Romů, jedna z významná postava romské emancipace 20. století. Po odchodu do exilu ve Švýcarsku se roku 1978 stal prezidentem Mezinárodní romské unie, kterou spoluzakládal. V této funkci pak s organizací dosáhl roku 1979 oficiální uznání Romů Valným shromážděním Organizace spojených národů jako svébytného národa. Za svou dlouholetou činnost byl roku 2001 nominován na Nobelovu cenu míru.

## Život

### Mládí
Narodil se v obci Klenovec nedaleko Rímavské Soboty na jihovýchodním Slovensku. Po dosažení středního vzdělání roku 1957 odpromoval na Lékařské fakultě Univerzity Komenského v Bratislavě. Věnoval se rovněž hraní na housle. Již v této době se začal angažovat ve věci sebeurčení a potřeb romské menšiny v Československu.

### Emigrace
V roce 1968 spoluzakládal Svaz Cikánů-Romů na Slovensku. Po invazi vojsk Varšavské smlouvy v srpnu 1968 Československo opustil a odešel do emigrace ve Švýcarsku. Zde se stal členem parlamentu romské organizace, která byla 8. dubna 1971 v rámci svého I. sjezdu v Londýně transformována do Mezinárodní romské unie (International Romani Union - IRU). V rámci setkání bylo mj. poprvé veřejně odmítnuto označení Cikán (anglicky Gipsy) ze strany majoritní společnosti a deklarováno přijetí pojmenování Rom (angl. Roma), či schválení podoby romské vlajky. Na památku I. sjezdu IRU byl 8. duben později ustanoven Mezinárodním dnem Romů.

Romská vlajka, schválená na I. sjezdu IRU roku 1971

### Prezident IRU
Soustavně se podílel na pomoci přeživších obětí romského holokaustu (Porajmos) během druhé světové války, zvýšení povědomí o romské válečné tragédii a vymáhání poválečných reparací na Německu. V rámci publicistických textů se zabýval popularizací romské kultury a také diskriminací Romů. V roce spoluorganizoval II. sjezd IRU v Ženevě roku 1978, kde byl zvolen prezidentem organizace. Během své činnosti se setkával se světovými politickými představiteli či veřejně známými osobnostmi, jakými byli švédský premiér Olaf Palme, francouzský prezident Jacques Chirac, indická premiérka Indira Gandhi, pronásledovatel nacistických válečných zločinců Simon Wiesenthal nebo americký herec ruského původu Yul Brynner. Jako prezident IRU stanul v čele dvanáctičlenné delegace vyslané organizací do sídla OSN v New Yorku, kde pracovali na získání podpory pro schválení návrhu na uznání romského národa za legitimní mezinárodně uznávaný, etnicky, jazykově a kulturně svébytný národ. Jejich snažení bylo završeno kladným schválením návrhu Valným shromážděním OSN dne 3. března 1979.

### Úmrtí
Ján Cibuľa zemřel v Bernu 18. srpna 2013 ve věku 81 let.

### Ocenění
Roku 1985 obdržel Kulturní cenu kantonu Bern, jako vůbec druhý laureát bez švýcarského občanství, po německo-židovském fyzikovi Albertu Einsteinovi. V roce 2001 byl navržen Sdružením česko-slovenských Romů v Kanadě na udělení Nobelovy ceny míru. Tu nakonec získal někdejší generální tajemník OSN Kofi Annan, spolu se samotnou OSN. Roku 2008 byl oceněn Vládou Slovenské republiky udělením Ceny za lidskost. Roku 2020 mu byl slovenskou prezidentkou Zuzanou Čaputovou udělen Řád Ľudovíta Štúra I. třídy in memoriam, jedno z nejvyšších slovenských státních vyznamenání.